# Alyson Noël
Alyson Noël (Laguna Beach, Kalifornia, 1964. december 3. –) amerikai írónő, legsikeresebb műve a Halhatatlanok sorozat, mely világszerte ismertté tette a nevét. Műveit 37 nyelvre fordították le és több mint 50 országban jelentették meg.

## Élete
Alyson Noel a kaliforniai Orange Countyban született. Három lánytestvér között ő a legfiatalabb. Szülei még tinédzser korában elváltak. Már az iskolában is felfedezték tanárai, hogy kitűnően fogalmaz és kitalált történeteit szívesen olvasták osztálytársai is. Miután elvégezte a középiskolát Európába utazott. Görögországban Míkonosz szigetén élt több évig, majd ezt követően New Yorkba költözött, ahol légi utaskísérőként dolgozott.
Már ekkoriban is szeretett írni, ezért úgy döntött, hogy a továbbiakban képzi is magát. Beiratkozott írói tanfolyamra, habár egészen 2001. szeptember 11-éig ez csak hobbi maradt, de a tragikus eseményeket követően úgy döntött, jobb ha pályát módosít, így ott hagyta a légitársaságot. Első regényét 2004 februárjában vásárolta meg a St. Martin’s Press kiadó és egyből kétkönyves szerződést kötöttek vele.
Eddigi legsikeresebb műve a Halhatatlanok sorozat, melynek első része Mindörökké (Evermore) címmel 2009 elején jelent meg és egyből a The New York Times sikerlistájának élére került.
Férjével egy Newport Beach-i barátjánál találkozott házasságkötésük után Orange Countyba költöztek. Nincsenek gyermekeik.

## Idézetek
- "Ha komolyan akarod (az írást), tarts ki mellette, bármi történjék is. Hihetetlen magasságok és szörnyű mélységek várnak rád, az emberek felemelően vagy elutasítóan beszélnek majd rólad. Sokszor ugyanazon a napon! De próbáld meg nem magadra venni és kitartóan haladj tovább. Mi írók írunk, és már egyetlen Igen! válasz is elég lesz ahhoz, hogy elérd a célod!"
- "A hajam volt már barna, narancs, vörös, szőke, aranybarna, fekete és lila. Csak a lila szín volt baleset következménye, három napig járkáltam úgy, hátha megszokom, de aztán végül mégis helyrehozattam."
- "Gyerekkorom óta rajongok a természetfeletti dolgokért, a Casper, a barátságos szellem volt a kedvenc rajzfilmsorozatom!"
- "Kiskoromban hableány, majd hercegnő szerettem volna lenni, de attól a naptól fogva, hogy elolvastam életem első Judy Blume-könyvét, már tudtam, hogy író akarok lenni."

## Könyvei
- Faking 19 (2005)
- Lúzerek és bálkirálynők (Art Geeks and Prom Queens, 2005)
- Laguna Cove (2006)
- Fly Me to the Moon (2006)
- Kiss & Blog (2007)
- Saving Zoe (2007)
- Cruel Summer (2008)
- Kreeping Secrets (2012)

Halhatatlanok sorozat
- Mindörökké (Evermore, 2009) Magyar kiadó: Könyvmolyképző Kiadó
- Kék hold (Blue Moon, 2009)
- Árnyvidék (Shadowland, 2009)
- Sötét láng (Dark Flames, 2010)
- Szerencse csillag (Night Star, 2012)
- Örökké tartson (Everlasting, 2013)

The Soul Seeker sorozat
- Fated (2012)
- Echo (2012)
- Mystic (2013)
- Horizon (2013)

The Riley Bloom sorozat (Halhatatlanok sorozatból kivált könyv)
- Radiance (2010)
- Shimmer (2011)
- Dreamland (2011)
- Whisper (2012)

## Magyarul
- Evermore. Mindörökké; ford. Gazdag Tímea; Könyvmolyképző, Szeged, 2009 (Vörös pöttyös könyvek)
- Blue moon. Kék hold; ford. Gazdag Tímea; Könyvmolyképző, Szeged, 2009 (Vörös pöttyös könyvek)
- Shadowland. Árnyvidék; ford. Gazdag Tímea; Könyvmolyképző, Szeged, 2010 (Vörös pöttyös könyvek)
- Lúzerek és bálkirálynők; ford. Gazdag Tímea; Könyvmolyképző, Szeged, 2011 (Vörös pöttyös könyvek)
- Dark flame. Sötét láng; ford. Gazdag Tímea; Könyvmolyképző, Szeged, 2011 (Vörös pöttyös könyvek)
- Night star. A szerencsecsillag; ford. Gazdag Tímea; Könyvmolyképző, Szeged, 2012 (Vörös pöttyös könyvek)
- Kelts életre!; in: Pokoli csók; ford. Szabó Luca; Gabo, Bp., 2012
- Everlasting. Örökké tartson!; ford. Gazdag Tímea; Könyvmolyképző, Szeged, 2013 (Vörös pöttyös könyvek)
- Riválisok. Imádott szépségek 1.; ford. Kovács Ágnes; Harlequin, Bp., 2016 (A New York Times sikerszerzője. Romantikus krimi)
- Feketelista. Imádott szépségek 2.; ford. Kovács Ágnes; Harlequin, Bp., 2017 (A New York Times sikerszerzője. Romantikus krimi)

## Díjak
- National Reader's Choice Award
- NYLA Book of Winter Award
- NYPL Books for the Teenage
- TeensReadToo 5 Star Gold Award
- TeenReads
- Best Books of 2007
- Reviewer's Choice 2007 Top Ten